# Осмонов, Алыкул

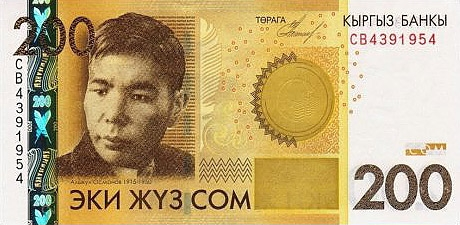
Алыкул Осмонов на национальной валюте Кыргызстана

Алыку́л Осмонов (кирг. Алыкул Осмонов; 21 марта 1915, Аулиеатинский уезд, Сырдарьинская область — 12 декабря 1950, Фрунзе) — киргизский поэт, драматург, переводчик.

## Биография
Алыкул Осмонов родился 21 марта 1915 года в селе Каптал-Арык (ныне — в Панфиловском районе Чуйской области). Рано лишившись родителей, воспитывался в детдомах. В 1933 окончил педагогический техникум во Фрунзе, работал журналистом. До 1936 работал в редакциях журнала «Чабуул», газеты «Ленинчил Жаш». Печатался с 1930. В 1935 опубликовал свой первый сборник стихов «Песни рассвета».
Автор сборников «Звёздная молодость», «Чолпонстан» (оба — 1937), «Любовь» (1945), «Новые песни» (1949) и др. Много писал и переводил для детей.
Работал в области драматургии: пьесы «Объездчик Кооман» (1947), «Абулкасым Джанболотов» (1948), драматическая комедия «Надо отправляться в Мерке» (1949) и др.
Поэма «Витязь в тигровой шкуре» Шоты Руставели в переводе Осмонова выдержала шесть переизданий. Перевёл произведения Пушкина, Лермонтова, Крылова и др. Награждён орденом «Знак Почёта».
Умер в тридцатипятилетнем возрасте из-за туберкулёза, в 1950. Осмонову посмертно присуждена первая премия Ленинского комсомола республики. Союзом писателей Кыргызстана учреждена литературная премия им. Алыкула Осмонова. Премия Алыкула Осмонова являлась в Киргизии третьей по значимости премией среди писателей, после Всесоюзной Премии имени Ленина и Киргизской Государственной Премии имени Токтогула Сатылганова. В целях изучения жизни и творчества поэта в 1994 создан республиканский общественно-литературный фонд.

## Алыкул Осмонов в культуре
18 марта 2012 года на широкие экраны вышел полнометражный фильм «Мезгил жана Алыкул» журналиста Айдай Чотуевой (ученица Эрнеста Абдыжапарова), которая была режиссёром и сценаристом картины.
Сценарий основан на книгах Памирбека Казыбаева «Мезгил жана Алыкул», Кенеша Жусупова «Сапар».
Ранее автором был снят короткометражный фильм «Суйуу жана Алыкул», в котором рассказывается о любви известного поэта.
Съемки производились в Сокулуке, селах Кашка-Суу, Чокморов и на Иссык-Куле. В основе фильма — события, разворачивающиеся в жизни акына с 30-х до 50-х годов прошлого столетия.
«Мы показали первую любовь Алыкула Осмонова, то, как рождалось его творчество», — комментирует автор картины.
Роль Осмонова сыграл актёр театра «Учур» Чынгыз Мамаев. Он ранее также исполнял роль поэта в спектакле. Айдай Жигиталиеву, первую любовь Осмонова сыграла актриса Назира Бердигулова, супругу поэта — Зейнеп — сыграла Гулнур Асанова.
В 2011 г. Жыпар Исабаева написала повесть «Алыкулду сүйгөн кыз» (на кыргызском языке) о трепетной любви к поэту Жамийлы Сулаймановой, где описывается знакомство и отношения Алыкула Осмонова и главной героини повести.
Автор повести сообщает, что ей удалось связаться с героиней повести Жамийлой Сулаймановой, и часть материала повести основана на её воспоминаниях.
Памирбек Казыбаев создал в 2000 г. общественное объединение «Алыкул үй-борбору», для дальнейшего изучения и распространения творчества поэта.

## Награды
- орден «Знак Почёта» (31.01.1939)[7]

## Память об Осмонове

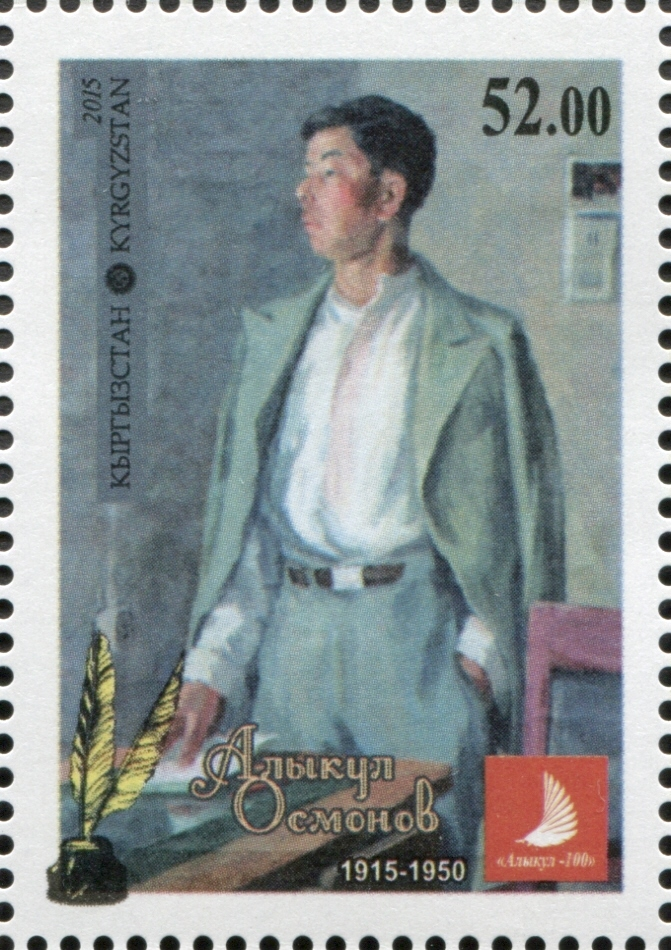
Почтовая марка Кыргызстана, посвящённая А. Осмонову. 2015 г.

- Национальная библиотека Кыргызской Республики имени Алыкула Осмонова.
- Союзом писателей Кыргызстана учреждена литературная премия им. Алыкула Осмонова.
- На территории Кыргызстана введена в обращение банкнота номиналом 200 сомов с изображением Алыкула Осмонова.
- Музей Алыкула Осмонова в селе Каптал-Арык.
- Дом-музей Алыкула Осмонова в Бишкеке.
- Памятник перед Национальной библиотекой Кыргызской Республики.
- Памятник в селе Каптал-Арык.
- На Ала-Арчинском кладбище в Бишкеке на могиле Осмонова установлен памятник-бюст.
- Именем поэта названа улица в Бишкеке.
- Школа-гимназия № 68 Бишкека имени А. Осмонова.
- Средняя школа имени А. Осмонова в селе Каптал-Арык.
- Школа гимназия имени А. Осмонова город Чолпон- Ата
- В середине 2000-х годов в первой лиге Кыргызстана по футболу выступал клуб «Алыкул Осмонов» (Каинды)

## Список лауреатов премии им. Алыкула Осмонова
- Ажиматов, Заирбек
- Кожогелди Култегин
- Сагынбек Ишенов
- Байдылда Сарногоев
- Курбаналы Сабыров
- Памирбек Казыбаев[6]